# Double R Racing
Double R Racing (voorheen bekend als Räikkönen Robertson Racing) is een autosportteam uit Woking, Engeland, opgericht door toenmalig McLaren-coureur en Formule 1-wereldkampioen 2007 met Ferrari Kimi Räikkönen en zijn manager Steve Robertson. Sinds 2010 is Anthony Hieatt de manager van Double R, wat leidde tot de hernoeming van het team.

## Geschiedenis
Räikkönen Robertson Racing werd opgericht in november 2004, waarbij aangekondigd werd dat het team in 2005 deel ging nemen aan het Britse Formule 3-kampioenschap. Met Dan Clarke als coureur won het team meteen een race op het Castle Combe Circuit en werd vijfde in het kampioenschap. In 2006 kende het team een succesvol seizoen met veertien overwinningen, verdeeld tussen kampioen Mike Conway en de als derde geëindigde Bruno Senna.
In 2007 wist Räikkönen Roberson Racing dit succes niet te evenaren, maar behaalde in de tweede seizoenshelft wel vier overwinningen met Jonathan Kennard, Stephen Jelley (tweemaal) en Atte Mustonen, waarbij Jelley met een derde plaats in de eindstand de best geklasseerde van de drie was. Dat jaar nam het team ook deel aan de Britse Formule BMW, waarin Josef Král zes races won als tweede in het kampioenschap eindigde.
In 2008 werd in de Formule 3 enkel op de Rockingham Motor Speedway een overwinning behaald met Mustonen. In de Formule BMW, inmiddels de Europese Formule BMW genaamd na de samenvoeging van het Britse en Duitse kampioenschap, won het geen races, maar wist het met Michael Christensen als zesde en beste rookie te eindigen in het kampioenschap.
In 2009 had het team in de Formule 3 Carlos Huertas en Daisuke Nakajima als vaste coureurs, maar gastcoureur Marcus Ericsson zorgde voor de enige twee overwinningen van het team. In de Formule BMW was Rupert Svendsen-Cook de enige vaste coureur van het team, die met twee podiumplaatsen tijdens zijn thuisrace op Silverstone zesde werd in de rangschikking. Na dit seizoen stapte het team uit de Formule BMW.
In 2010 won Felipe Nasr op Rockingham de enige race van het team in de Formule 3. In 2011 werd de naam van het team definitief veranderd in Double R Racing, waaronder het met Scott Pye en Valtteri Bottas elk één overwinning boekte. In 2012 kende het team een teleurstellend seizoen, waarin enkel Nick McBride eenmaal op het podium stond. In het rookiekampioenschap wist Duvashen Padayachee wel zes races te winnen om tweede te worden in de eindstand.
In 2013 won Double R met Antonio Giovinazzi twee races in de Britse Formule 3 en eindigde als tweede in het kampioenschap. Dat jaar maakte het ook haar debuut in het teruggekeerde Europees Formule 3-kampioenschap met Giovinazzi, Sean Gelael en Tatiana Calderón als coureurs, waarbij Giovinazzi de enige was die punten scoorde.
In 2014 had het Britse kampioenschap een teleurstellend jaar waarin slechts vier coureurs het gehele seizoen reden. De enige Double R-coureur die dit deed was Camren Kaminsky, die drie podiumplaatsen behaalde en derde werd in het kampioenschap. Na dit jaar hield het kampioenschap op te bestaan. Het team bleef dat jaar wel actief in het Europees kampioenschap met Felipe Guimarães, maar hij verliet na zes raceweekenden het team na slechts vijf punten te hebben gescoord.
In 2015 reed het team met Nicolas Pohler en Matt Solomon in de Europese Formule 3, waarbij Pohler eenmalig moest worden vervangen door Matheus Leist vanwege een blessure. Ook debuteerde het dat jaar in het nieuwe Formule 4-kampioenschap MSA Formula, waarin het met Leist twee races won en als vijfde in de rangschikking eindigde.
In 2016 rijdt het team naast de Europese Formule 3 en de MSA Formula ook in het BRDC Formule 4-kampioenschap.